# Lucky (Melissa Etheridge)
Lucky è l'ottavo album discografico in studio della cantautrice statunitense Melissa Etheridge, pubblicato nel 2004.

## Tracce
Tutti i brani sono di Melissa Etheridge, tranne dove indicato.
1. Lucky – 3:58
2. This Moment (Etheridge, Shanks) – 3:27
3. If You Want To – 3:08
4. Breathe (Greenwheel) – 3:15
5. Mercy (Etheridge, Taylor) – 4:20
6. Secret Agent (Etheridge, Taylor) – 4:52
7. Will You Still Love Me – 4:13
8. Meet Me in the Dark – 5:34
9. Tuesday Morning (Etheridge, Taylor) – 4:49
10. Giant – 5:15
11. Come on Out Tonight – 3:12
12. Kiss Me – 3:54
13. When You Find the One – 4:06